# كوماند أند كنكر: ريد أليرت 2
كوماند أند كنكر: ريد أليرت 2 (بالإنجليزية: Command & Conquer: Red Alert 2)‏ هي لعبة فيديو من النوع الإستراتيجي مكملة لسابقتها كوماند أند كنكر : ريد اليرت تم إصدارها في عام 2000م وهي جزء من سلسلة كوماند أند كنكر .

## القصة
تقوم أحداث اللعبة في أوائل السبعينات حيث يحاول الاتحاد السوفيتي -مرة أخرى- أن يستولي ويهيمن على العالم أجمع، ولكن تتصدى له دول الحلفاء والواقع أن انتصار الحلفاء هو الأمر المتوقع حدوثه وهي حقيقة ثابتة، ويوجد فصيلان قابلان للعب (دول الحلفاء والاتحاد السوفيتي).
قصة اللعبة تنقسم الى نوعين، نوع يخص دول الحلفاء والتي تبدأ مهمته من مدينة نيويورك ونوع آخر يتحدث عن الإتحاد السوفيتي ومخططه لغزو الولايات المتحدة الأمريكية ومنها التخلص من الحلفاء تمامًا.
قصة الحلفاء تبدأ من مدينة نيويورك حيث يحاول السوفيت تدمير تمثال الحرية من أجل القضاء على الروح المعنوية للحلفاء وعليك حماية التمثال والقضاء على جيش السوفيت المتواجد في المدينة.
بينما تدور قصة السوفيت على بدأ الإحتلال عن طريق الهجوم على الولايات المتحدة الأمريكية والسيطرة على مبنى البنتاغون كبداية ومنها تندلع الحرب، يُساعد السوفيت في هذه القصة شخصية Yuri الذي لديه قدرات خاصة في السيطرة على العقول ويستغلها في مصالح السوفيت او في مخططاته الخاصة.

## تطوير ريد أليرت 2
يوجد تطوير لريد أليرت 2 يسمى يوريز ريفينج (انتقام يوري) (بالإنجليزية: Yuri's Revenge)‏ ويحتوي التطوير على وحدات حربية جديدة، كما يحتوي على فصيل يوري (مغوار «جندي كوماندو» منشق من الاتحاد السوفيتي له طموحه الخاص وأدوات حربه وعقيدته التي يؤمن بها جنوده وأتباعه المنومين مغناطيسياً) لذلك يعتبر فصيل يوري أصعب فصيل في اللعبة.
تم إصدار الجزء الثاني من اللعبة في عام 2000م، وحمل اسم كوماند أند كنكر: ريد اليرت 2، وتم تطوير هذا الإصدار بلعبة حملت اسم يوريز ريفينج.
كما تم إصدار الجزء الثالث من اللعبة في عام 2008 وحمل اسم كوماند أند كنكر : ريد اليرت 3، وتم تطوير هذا الإصدار بلعبة حملت اسم أب رايزنج عام 2009.

## روابط خارجية
- كوماند أند كنكر: ريد أليرت 2 على موقع IMDb (الإنجليزية)